# Balta Dascălului
Balta Dascălului je lijeva pritoka rijeke Olteț u Rumunjskoj, u županiji Olt. 
Rijeka izvire u šumi Oscia, a pritoka joj je rijeka Oltișor. U Olteț se ulijeva kod Cioroiua, blizu ušća Olteța u Olt. Duljina joj je 12 km, a površina porječja 222 km2.